# يوحنان الثامن هرمزد
يوحنان الثامن هرمزد هو أحد بطاركة الكنيسة الكلدانية الكاثوليكية ولد في سنة 1760 في ألقوش لعائلة دينية. اعتنق الكاثوليكية مع ابن أخيه إيشوعياب في سنة 1771، وعين كأسقف على مناطق الموصل وآثور. بعد وفاة البطريرك يوسف الخامس أغسطين هندي في سنة 1804 تم انتخابه هو لخلافته وقام بنقل مركز الكنيسة إلى ألقوش. أثناء مفاوضات كنيسة روما الكاثوليكية مع بطريرك كنيسة المشرق وألتي كان يرأسها عائلة أبونا، قبل التحول إلى الكاثوليكية وورث هو الكرسي الأصلي لبطريرك كنيسة المشرق التاريخية في سنة 1827، وبعد ذلك قام بنقل مركز البطريركية إلى الموصل وكان أول من لقب نفسه ببطريك بابل على الكلدان. توفي في سنة 1838 وخلفه نيكولاس زيا.